# Jieznas
Jieznas è una città della Lituania, situata nella contea di Kaunas.